# Conus beatrix
Espèce
Conus beatrix est une espèce de mollusques gastéropodes marins de la famille des Conidae.
Comme toutes les espèces du genre Conus, ces escargots sont prédateurs et venimeux. Ils sont capables de « piquer » les humains et doivent donc être manipulés avec précaution, voire pas du tout.

## Description
La taille de la coquille varie entre 14 mm et 31 mm.

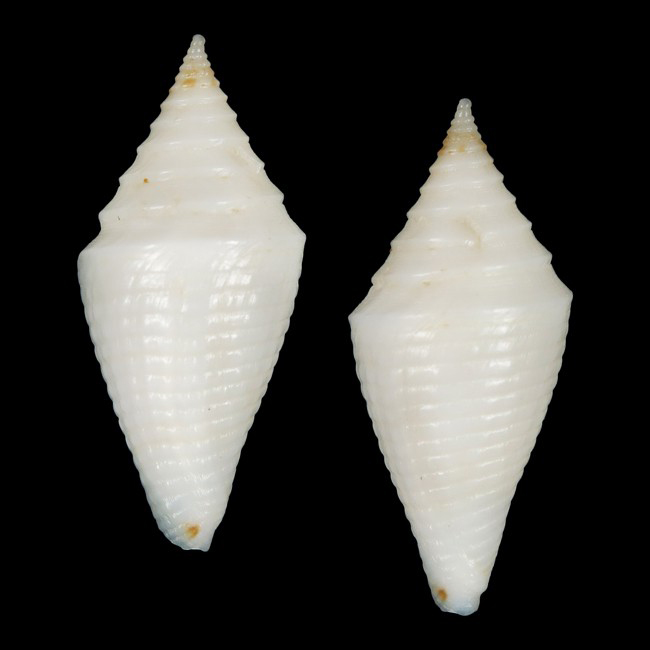
Conus beatrix

.

## Distribution
Cette espèce marine est présente au large des Philippines.

## Taxonomie

### Publication originale
L'espèce Conus beatrix a été décrite pour la première fois en 2007 par les malacologistes Manuel Jimenez Tenorio (d), Guido T. Poppe (d) et Sheila P. Tagaro (d) dans « Visaya »,.

### Synonymes
- Conus (Turriconus) beatrix Tenorio, Poppe & Tagaro, 2007 · appellation alternative
- Kurodaconus beatrix (Tenorio, Poppe & Tagaro, 2007) · non accepté
- Turriconus (Turriconus) beatrix (Tenorio, Poppe & Tagaro, 2007) · non accepté
- Turriconus beatrix (Tenorio, Poppe & Tagaro, 2007) · non accepté